# Knarr

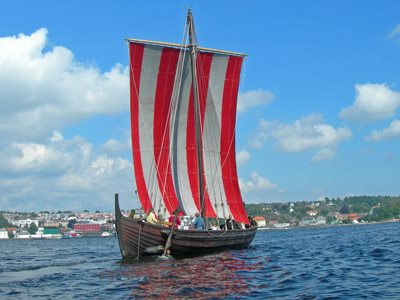
Rekonstrukce knarru

Knarr, taktéž knorre, byla vikinská obchodní a kolonizátorská loď z 10.–11. století. Na rozdíl od vikinských válečných lodí (langskipů) byla kratší a širší.

## Vikinské lodě
Vikingové své velké námořní lodě budovali asi od 8. století, přičemž původně zřejmě užívali pouze jeden základní typ lodi, z něhož byly později odvozeny úzké a pohyblivé langskipy a širší knarry s vyšší nosností, ale horší ovladatelností.

## Konstrukce
Knarr byla v průměru 15 – 20 m dlouhá a 5 m široká plachetnice s otevřenou palubou. Tyto lodě používaly vesla jen v přístavech. Trup byl vyroben z borového dřeva a tvořen klinkerovou obšívkou. Knarr byla schopna dálkové plavby přes oceán – norští Vikingové na nich kolonizovali Island a Grónsko. Měla stejný tvar přídě a zádě jako ostatní vikinské lodě, kormidelní veslo na pravoboku a uprostřed lodě stěžeň s ráhnovou plachtou. Větší šířka knarrů nevyplývá jen z toho, že by na nich bylo třeba více místa pro zboží, dobytek, nebo vystěhovalce, ale i z navigačních důvodů. Plachetnice, která nepoužívá vesla, musí být širší, aby na vlnách měla větší stabilitu, kterou úzkým válečným lodím pomáhaly zvyšovat dvě řady vesel.
Z knarru byla odvozena pozdější koga, obchodní loď hanzy.

## Historie
V Roskildském fjordu u dánského přístavu Skuledev se našlo 5 vraků obchodních lodí Vikingů z období mezi lety 950–1050. Dánští rybáři si všimli lodí už roku 1920, ale z mořského dna byly uvolněny až v roce 1962 a od roku 1969 jsou v Muzeu vikinských lodí v Roskilde umístěny pro veřejnost. Skuldevské lodě jsou jediné originální dochované vikinské lodě.